# Сведочанства (роман)
Сведочанства (енгл. The Testaments) је роман из 2019. који је написала Маргарет Атвуд. Наставак је романа Слушкињина прича (1985). Радња се одвија 15 година након романа Слушкињина прича.
Hulu, који такође приказује серију Слушкињина прича, најавио је током 2022. да ће екранизовати роман Сведочанства након последње сезоне Слушкињине приче. Глумица Ен Дауд поновиће улогу тетке Лидије.